# Rudolf Fischer (Puppenspieler)
Rudolf Fischer (* 27. April 1920 in Frankfurt am Main, Hessen; † 12. Dezember 1998 in Bergisch Gladbach, Nordrhein-Westfalen) war ein deutscher Theater- und Fernsehpuppenspieler.

## Leben und Werk

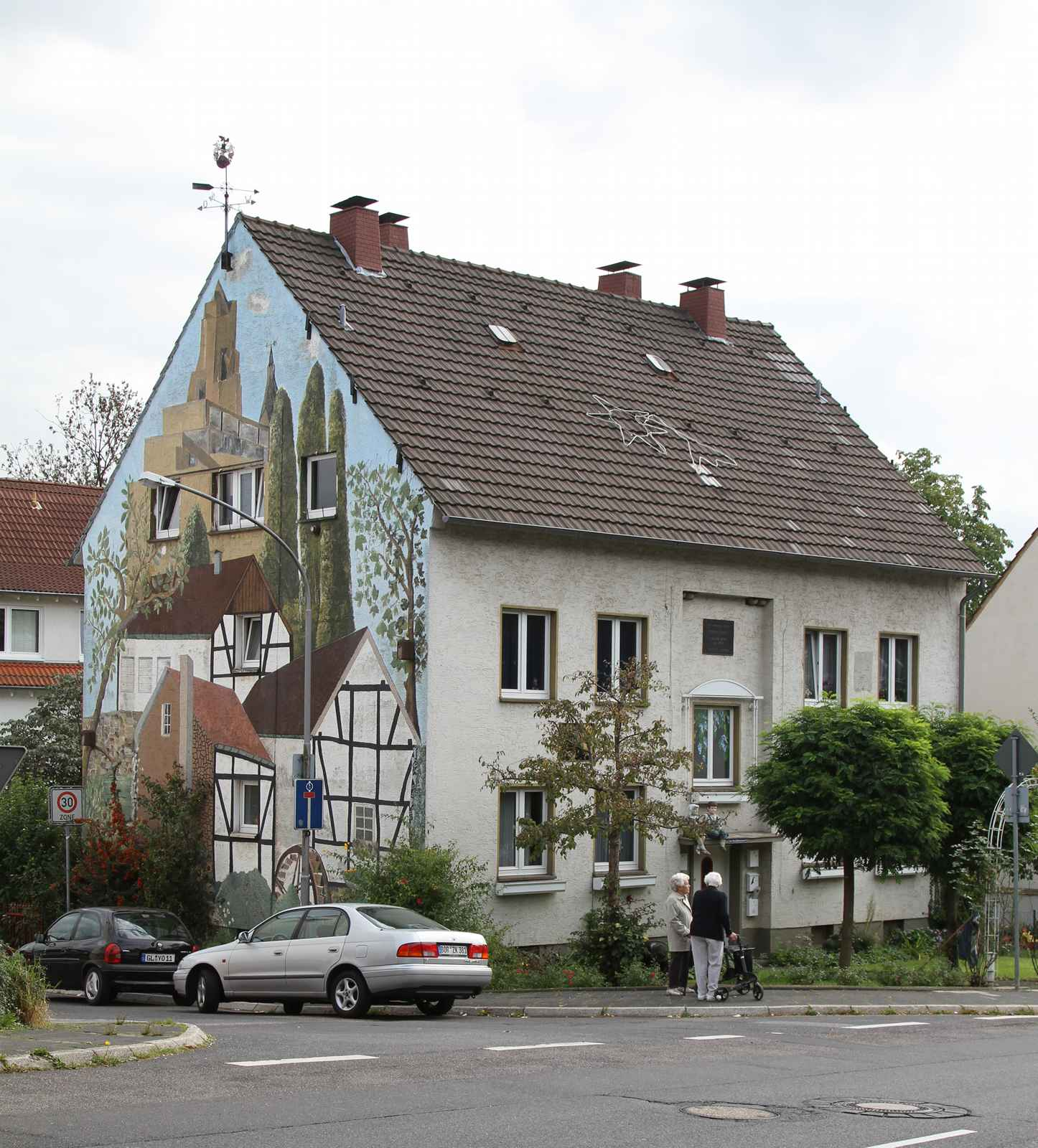
Wohnhaus in Bensberg

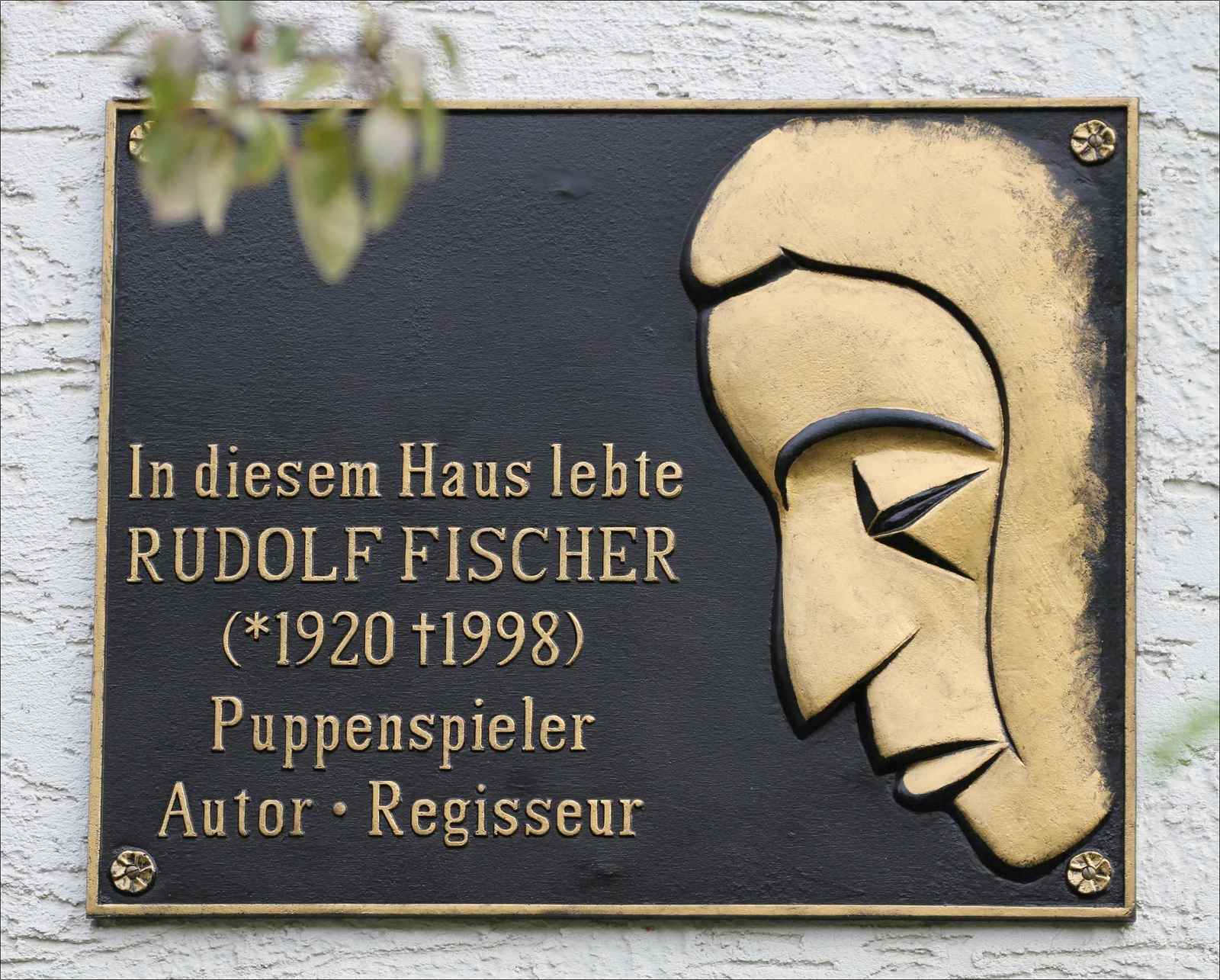
Gedenktafel am Wohnhaus in Bensberg

Obwohl Rudolf Fischer zu den produktivsten deutschen Puppenspielern nach dem Zweiten Weltkrieg gehörte, findet man von ihm in schriftlicher Form erstaunlich wenig publiziert. Zwar hatte er die Angewohnheit, selbst kleine, improvisiert wirkende Spielszenen, wie er sie etwa aus Anlass von privaten Feiern aufführte, penibel aufzuzeichnen, doch veröffentlicht worden sind all diese meist feingeistigen puppenspielerischen Kunstwerke nicht. Das macht einen genauen Blick auf sein umfangreiches Œuvre etwas schwierig.
Fischer begann seine puppenspielerische Laufbahn 1933 zunächst beim Hohnsteiner Kasper des berühmten Handpuppenspielers Max Jacob, verspürte aber bald schon den Drang nach einem eigenen Spielstil und den Wunsch, sich mit einer eigenen Bühne selbständig zu machen. So gründete er im September 1947 – nach Kriegseinsatz, Kriegsgefangenschaft und einer weiteren kurzen Zeit als Hohnsteiner Spieler – sein eigenes Reisetheater, die Königsteiner bzw. später dann (ab 1953) Darmstädter Puppenspiele, mit denen er kreuz und quer durch die Bundesrepublik zog. Zunächst arbeitete er mit klassischen Handpuppen von Theo Eggink im Hohnsteiner Schnitzstil, die ihm Max Jacob als „Reiseproviant“ auf den Weg in die Selbständigkeit mitgegeben hatte, suchte sich bald aber eigene Puppengestalter wie die später in der Welt des Figurentheaters sehr bekannt gewordene Lore Lafin.
Klassische Kasperspiele gehörten ebenso zu seinem Spielgut wie bekannte Märchen, beispielsweise Des Kaisers neue Kleider. Einen ungewöhnlich großen Teil seiner Inszenierungstätigkeit beanspruchten Handpuppenspiele für ein erwachsenes Publikum; so brachte er Das Hemd eines Glücklichen auf die Bühne und – als erster deutscher Theatermacher und noch vor Herausgabe der deutschen Übersetzung – den Kleinen Prinzen nach Antoine de Saint-Exupéry.
Lange Jahre arbeitete Fischer mit seiner Ehefrau Erika zusammen.
Mitte der 1960er Jahre wandte sich Rudolf Fischer der Fernseharbeit zu und begann eine äußerst fruchtbare Zusammenarbeit mit dem WDR und dem NDR. Als Puppenspieler wirkte er an einer Vielzahl von Fernsehserien für Kinder mit, von denen Der Spatz vom Wallrafplatz, Robbi, Tobbi und das Fliewatüüt, Stoffel und Wolfgang und Maxifant und Minifant die bekanntesten sind. Weitere Fernsehreihen und Filme folgten.
Den Spatz vom Wallrafplatz publizierte er außerdem als sehr erfolgreiches Kinderbuch.
Gemeinsam mit Friedrich Arndt und Wolfgang Buresch, die auch bei den Fernsehproduktionen mit von der Partie waren, und Irmgard Waßmann war er darüber hinaus einer der Sprecher der zehn Ausgaben der Langspielplattenserie Der Hohnsteiner Kasper (heute wieder bei der Deutschen Grammophon neu aufgelegt).
In den 1980er Jahren drehte er für die Steuernagel-Fernsehproduktion in Offenbach am Main noch mehrere Kasperfilme, die auf Video in den Spielwarenverkauf kamen, die aber seinen Ansprüchen nicht im Geringsten gerecht wurden; filmisch kamen die Stücke, die unter Aufführungsbedingungen, aber ohne Publikum gedreht wurden, der Atmosphäre von Fischers wirklichen Bühnenauftritten nicht nahe. Fischer distanzierte sich von diesen Produktionen. Interessant sind diese Filme heute dennoch und gelten vor allem aufgrund der fehlerfreien Puppenführung und der disziplinierten und kindgerechten Sprache als „Lehrstück für jüngere Puppenspieler“ (Gerd J. Pohl).
Danach wurde es stiller um den Puppenspieler. Zwischen 1988 und 1993 spielte er noch regelmäßig im Puppenpavillon Bensberg in Bergisch Gladbach, dem stationären Puppentheater von Heide Hamann, die als Heide Wlazik bereits bei den früheren Fernsehproduktionen mitgewirkt hatte und nun – nach dem Tod von Rudolf Fischers Ehefrau Erika – auch privat an seiner Seite stand. Hinter den Kulissen blieb er dem Puppenspiel verbunden und war ein vielgefragter Ratgeber in den Kreisen des puppenspielerischen Nachwuchses.
Bis Mitte der 1990er Jahre wirkte er noch an seiner inzwischen legendären Inszenierung des Kleinen Prinzen mit, die inzwischen zum Standardrepertoire des Puppenpavillon Bensberg gehörte; die Puppenspielerinnen Heide Hamann und Gundula Mehlfeld spielten sämtliche Rollen, während Fischer einige der männlichen Rollen off-stage sprach. 1996 konnte er diese Rollen aus gesundheitlichen Gründen nicht mehr selbst sprechen und übergab diese Aufgabe seinem Kollegen Gerd J. Pohl.
Am 12. Dezember 1998 starb Rudolf Fischer nach längerer Krankheit im Schlaf. Heide Hamann hatte den Künstler bis zuletzt aufopfernd zu Hause gepflegt und betreut. Rund dreißig Freunde und Kollegen nahmen am Sarg Abschied und sahen einen friedlich ruhenden Puppenspieler mit seinem Kasper im Arm. Rudolf Fischer wurde in Bergisch Gladbach beigesetzt.
An Fischers letztem Wohn- und Sterbehaus in Bensberg erinnert eine gusseiserne Gedenktafel an den Künstler, die am 16. Mai 2010 durch Bürgermeister Lutz Urbach in Anwesenheit früherer Weggefährten Fischers – unter ihnen Rudolf Debiel und Frieder Wagner – feierlich enthüllt wurde.

## Inszenierungen (nur an Fischers eigener Bühne, Auswahl)
- Der kleine Prinz (nach Antoine de Saint-Exupéry)
- Das Gespenst von Canterville (nach Oscar Wilde)
- Das alte Puppenspiel vom Dr. Faust
- Die kluge Bauerntochter (nach den Brüdern Grimm)
- Die Prinzessin und der Mond
- Das Haus der Zivilisation
- Die königliche Zeitverschwendung
- Das Hemd eines Glücklichen
- Narren unerwünscht
- Des Kaisers neue Kleider

## Filmografie (Auswahl)
Fernsehen
- 1974: Gerechtigkeit (NDR, Spielfilm zu einer Folge von Maxifant und Minifant, Team: Erika Fischer, Heide Wlazik, Rudolf Fischer)
- 1976: Callidus (NDR, Mehrteiler unter der Regie von Wolfgang Buresch)
- 1976: Gelb ist häßlich (NDR, Team wie bei Gerechtigkeit)
- 1976: Die silberne Flöte (NDR, Team s. o.)
- 1976: Die Eisenbahnhexe (NDR, Team s. o.)
- 1977: Verdacht (NDR, Team s. o.)
- 1980: So etwas macht man nicht mit Großvater (NDR, Team s. o.)
- 1982–1990: Bettkantengeschichten (ZDF, Team s. o.)
- 1982–1987: Felix und Felizitas (NDR, Erstausstrahlung: 1983, Team s. o., 60 Episoden im Rahmen der Reihe Sandmännchen)

Videoproduktionen:
- Kasper und der entlaufene Löwe
- Kasper und der Zauberer Witzi Wotzi
- Kasper und sein Hund Schnauzi

Fernsehdokumentationsreihe:
- Puppentheater in Deutschland (NDR; Redaktion: Wolfgang Buresch)
  - Weilheimer Puppenspiele
  - Darmstädter Puppenspiele
  - die bühne, P.K. Steinmann, Berlin
  - Rhabarber-Puppentheater, Hamburg-Altona
  - Mülheimer Kaspertheater, Stocker & Lohmann
  - Puppentheater Gerhard Mensching, Bochum
  - Soldiner Puppenbühne, Fritz Leese
  - Marionettentheater Liz Pilgram

## Schallplatten (Auswahl)
- Maxifant und Minifant (als Sprecher zusammen mit Wolfgang Buresch; Produktion: Konrad Halver und Michael Weckler; Label: Peggy, insgesamt drei Folgen)
- Der Hohnsteiner Kasper (als Sprecher, zusammen mit dem Ensemble der Hohnsteiner Puppenbühne, insgesamt zehn Folgen)
- Stoffel und Wolfgang (als Sprecher zusammen mit Wolfgang Buresch)
- Der Wolf und die Frau (als Sprecher zusammen mit Wolfgang Buresch sowie als Autor und Regisseur)

## Veröffentlichungen
- Persönliche Erinnerungen an den Puppenschnitzer Theo Eggink. In: Theo Eggink. Jahresgabe des Freundeskreises der Hohnsteiner Puppenspiele, Hamburg 1965
- Der Spatz vom Wallrafplatz. F. Schneider, München/Wien 1971, ISBN 3-505-03691-9